# Rhinanthus subulatus
Rhinanthus subulatus är en snyltrotsväxtart som först beskrevs av Chab., och fick sitt nu gällande namn av Soó. Rhinanthus subulatus ingår i släktet skallror, och familjen snyltrotsväxter. Inga underarter finns listade i Catalogue of Life.